# Martin Frič
Martin Frič (ur. 29 marca 1902 w Pradze, zm. 26 sierpnia 1968 tamże) – czeski reżyser, scenarzysta i aktor. W latach 1922–1968 wyreżyserował ponad 100 filmów fabularnych, dokumentalnych i krótkometrażowych.

## Filmografia

### Reżyser
- 1932 – Raj podlotków
- 1933 – Adiutant Jego Wysokości
- 1933 – Dwanaście krzeseł
- 1934 – Hej rup!
- 1935 – Jánošík
- 1937 – Moralność ponad wszystko
- 1938 – Bracia Hordubalowie
- 1939 – Szaleństwa Ewy
- 1939 – Droga do głębi duszy studenckiej
- 1939 – Krystian
- 1940 – Druhá směna
- 1940 – Katakumby
- 1941 – Ukochany
- 1941 – Hotel Błękitna Gwiazda
- 1941 – Cioteczka
- 1946 – 13 komisariat
- 1948 – Pocałunek na stadionie
- 1951 – Zahartowani
- 1956 – Proszę ostrzej!
- 1959 – O chłopie, co okpił śmierć
- 1959 – Królewna ze złotą gwiazdą
- 1968 – Najlepsza kobieta mojego życia

### Scenarzysta
- 1932 – Raj podlotków
- 1934 – Hej rup!
- 1937 – Moralność ponad wszystko
- 1941 – Hotel Błękitna Gwiazda
- 1948 – Pocałunek na stadionie
- 1956 – Proszę ostrzej!
- 1959 – O chłopie, co okpił śmierć
- 1959 – Królewna ze złotą gwiazdą
- 1968 – Najlepsza kobieta mojego życia